# マリアツェル線
マリアツェル線（ドイツ語;Mariazellerbahn）は、オーストリア連邦鉄道の鉄道線の名称。路線番号は115。低地オーストリア交通機関会社により運行される狭軌鉄道路線である。

## 運行形態
通年運行の列車は全て普通列車(Regionalzug)として運行されるが、事実上快速相当の列車も運行されている。

### 快速「レギオナルエクスプレス(REX)」
- パノラマエクスプレス号：　サンクトペルテン → ミッターバッハ・アム・エアラウフゼー　【夏・秋の土曜・休日運行】
季節限定で、一日1本の運行。オーバーグラーフェンドルフ以北の各駅と、キルヒベルク、ラウエンバッハミューレ、ヴィーナーブルックにのみ停車する。
2024年度に運行を開始した。

### 蒸気機関車
- サンクトペルテン - ミッターバッハ ( - マリアツェル)　【春・夏の第二日曜日およびアドベント期間運行】
春・夏の毎月第二日曜日と、アドベントの日に、1往復のみの運行。快速相当の停車駅で運行される。通常はミッターバッハ発着であるが、アドベントの時はマリアツェルまで運行される。
過去の運行形態
2015年以前は、夏季の毎月第二日曜日のみの運行で、マリアツェルまで運行していた。停車駅はパノラマエクスプレス相当だが、シュタインシャル、ヴィンターバッハ、ゲージンクにも停車していた。
2016年度より、現在とほぼ同じ停車駅となったが、ヴィンターバッハには引き続き停車していた。
2018年に限り、プーヘンシュトゥベンにも停車していた。
2022年度より、アドベント期間の運行を開始した。
2023年度よりヴィンターバッハ通過となった。
2024年度より、アドベント期間を除きミッターバッハ以北の運行となった。

### エチャーの熊
- サンクトペルテン - ミッターバッハ ( - マリアツェル)　【夏・秋の土曜・休日およびアドベントの前日運行】
夏・秋の土曜日と、アドベントの前日の土曜日のみ、一日1往復の運行。蒸気機関車運行日は運休する。夏季はミッターバッハ発着、アドベント期間はマリアツェル発着。快速相当の停車駅で運行される。
過去の運行形態
2017年以前は、夏季の土曜日のみ、ザンクトペルテン - マリアツェル間の運行であった。運行であった。プーヘンシュトゥベン、アンナベルクとエアラウフクラウゼを通過していた。
2018年度より、プーヘンシュトゥベン停車となった。
2021年度より、ラウエンバッハミューレ以南は各駅停車となった。
2022年度より、春の土曜日と、夏・秋の土曜・休日の運行となった。
2023年度より、春季の運行を取りやめ、アドベントの前日の土曜日に運行する様になった。
2024年度より、アドベント期間を除きミッターバッハ以北の運行となった。

### 普通
- R56系統：　ザンクト・ペルテン - マリアツェル
1時間に1本の運行（ただし、半数がザンクト・ペルテン - ラウベンバッハ・ミューレの区間運行）。夏季には、マリアツェルを起点に、プーヘンシュトゥベンやゲージンクまでの区間運転列車も運行される。
2015年以前は、夏季と冬季でダイヤが異なっていた。夏季は、休日ダイヤは現在とほぼ同じだが、平日は全線で1時間に1本運行していた。一方冬季は、平日ダイヤは現在とほぼ同じだったが、休日は半数が間引きされていた。

## 駅一覧
以下では、オーストリア国鉄115号線の駅と営業キロ、停車列車、接続路線などを一覧表で示す。
- 種別
  - SL：蒸気機関車
  - OB：エチャーの熊
  - R：普通
- 停車駅
  - ■印：全列車停車
  - ●印：原則停車、季節により通過
  - ▽↑印：マリアツェル行は停車。ザンクト・ペルテン行は原則通過、ただし季節により停車
  - ｜印：全列車通過

| 路線名 | 駅名                                             | 駅間営業キロ | 累計営業キロ | SL | OB | R | 接続路線                                    | 所在地                   | 所在地                         |
| ------ | ------------------------------------------------ | ------------ | ------------ | -- | -- | - | ------------------------------------------- | ------------------------ | ------------------------------ |
| 115    | ザンクト・ペルテン本駅                           | -            | 0.0          | ■  | ■  | ■ | 100号線、110号線、111号線、112号線、118号線 | ニーダーエスターライヒ州 | ザンクト・ペルテン市           |
| 115    | ザンクト・ペルテン・アルプス駅                   | 2.0          | 2.0          | ｜ | ■  | ■ | 113号線                                     | ニーダーエスターライヒ州 | ザンクト・ペルテン市           |
| 115    | オーバー・グラーフェンドルフ駅                   | 10.0         | 12.0         | ■  | ■  | ■ |                                             | ニーダーエスターライヒ州 | ザンクト・ペルテン・ラント郡   |
| 115    | クランゲン駅                                     | 3.6          | 15.6         | ｜ | ｜ | ■ |                                             | ニーダーエスターライヒ州 | ザンクト・ペルテン・ラント郡   |
| 115    | ヴァインブルク駅                                 | 1.0          | 16.6         | ｜ | ｜ | ■ |                                             | ニーダーエスターライヒ州 | ザンクト・ペルテン・ラント郡   |
| 115    | カンマーホフ駅                                   | 0.9          | 17.5         | ｜ | ｜ | ■ |                                             | ニーダーエスターライヒ州 | ザンクト・ペルテン・ラント郡   |
| 115    | ホフシュテッテン・グルナウ駅                     | 2.0          | 19.5         | ■  | ■  | ■ |                                             | ニーダーエスターライヒ州 | ザンクト・ペルテン・ラント郡   |
| 115    | マインブルク駅                                   | 3.4          | 22.9         | ｜ | ｜ | ■ |                                             | ニーダーエスターライヒ州 | ザンクト・ペルテン・ラント郡   |
| 115    | ラーベンシュタイン・アン・デア・ピーラッハ駅     | 2.1          | 25.0         | ■  | ■  | ■ |                                             | ニーダーエスターライヒ州 | ザンクト・ペルテン・ラント郡   |
| 115    | シュタインクラム駅                               | 2.4          | 27.4         | ｜ | ｜ | ■ |                                             | ニーダーエスターライヒ州 | ザンクト・ペルテン・ラント郡   |
| 115    | シュタインシャル・トラディギシュト駅             | 1.5          | 28.9         | ■  | ■  | ■ |                                             | ニーダーエスターライヒ州 | ザンクト・ペルテン・ラント郡   |
| 115    | キルヒベルク・アン・デア・ピーラッハ駅           | 2.4          | 31.3         | ■  | ■  | ■ |                                             | ニーダーエスターライヒ州 | ザンクト・ペルテン・ラント郡   |
| 115    | シュヴァーバッハ駅                               | 2.6          | 33.9         | ｜ | ｜ | ■ |                                             | ニーダーエスターライヒ州 | ザンクト・ペルテン・ラント郡   |
| 115    | ロイヒ駅                                         | 1.4          | 35.3         | ｜ | ｜ | ■ |                                             | ニーダーエスターライヒ州 | ザンクト・ペルテン・ラント郡   |
| 115    | シュヴァルツェンバッハ・アン・デア・ピーラッハ駅 | 4.0          | 39.3         | ｜ | ｜ | ■ |                                             | ニーダーエスターライヒ州 | ザンクト・ペルテン・ラント郡   |
| 115    | フランケンフェルス駅                             | 3.7          | 43.0         | ■  | ■  | ■ |                                             | ニーダーエスターライヒ州 | ザンクト・ペルテン・ラント郡   |
| 115    | ボーディンク駅                                   | 3.5          | 46.5         | ｜ | ｜ | ■ |                                             | ニーダーエスターライヒ州 | ザンクト・ペルテン・ラント郡   |
| 115    | ラウベンバッハミューレ駅                         | 1.8          | 48.3         | ■  | ■  | ■ |                                             | ニーダーエスターライヒ州 | ザンクト・ペルテン・ラント郡   |
| 115    | ヴィンターバッハ駅                               | 8.8          | 57.1         | ｜ | ■  | ■ |                                             | ニーダーエスターライヒ州 | シャイプス郡                   |
| 115    | プーヘンシュトゥベン駅                           | 3.9          | 61.0         | ｜ | ■  | ■ |                                             | ニーダーエスターライヒ州 | シャイプス郡                   |
| 115    | ゲージンク駅                                     | 6.0          | 67.0         | ■  | ■  | ■ |                                             | ニーダーエスターライヒ州 | シャイプス郡                   |
| 115    | アンナベルク駅                                   | 4.3          | 71.3         | ｜ | ■  | ■ |                                             | ニーダーエスターライヒ州 | リリエンフェルト郡             |
| 115    | ヴィーナーブルック・ヨーゼフスベルク駅           | 1.6          | 72.9         | ■  | ■  | ■ |                                             | ニーダーエスターライヒ州 | リリエンフェルト郡             |
| 115    | エアラウフクラウゼ駅                             | 4.3          | 77.2         | ｜ | ■  | ■ |                                             | ニーダーエスターライヒ州 | リリエンフェルト郡             |
| 115    | ミッターバッハ駅                                 | 3.1          | 80.3         | ■  | ■  | ■ |                                             | シュタイアーマルク州     | ブルック・ミュルツツシュラク郡 |
| 115    | マリアツェル駅                                   | 3.9          | 84.2         | ■  | ■  | ■ |                                             | シュタイアーマルク州     | ブルック・ミュルツツシュラク郡 |